# Wichita (Kansas)
Wichita (pron. /ˈwɪtʃɨtɔː/), también conocida como Air Capital (La capital del aire, en español), es la mayor ciudad del estado estadounidense de Kansas y capital del condado de Sedgwick. Es el mayor centro cultural e industrial de la región, destacando por su especialización en el sector aeronáutico. Según el censo de 2020, la ciudad tiene una población total de 397,532 habitantes, mientras que su área metropolitana, que incluye los condados de Sedgwick, Butler, Harvey y Sumner, alcanza los 647,610 habitantes. Se encuentra ubicada junto al río Arkansas, un afluente del río Misisipi.
Es sede de la Diócesis de Wichita y toda Norteamérica Central (Patriarcado ortodoxo de Antioquía) y es conocida por ser el lugar de nacimiento de la cadena Pizza Hut. Además, entre 1974 y 1991, ganó mala fama por los asesinatos de Dennis Rader, más conocido como el «Asesino BTK». También es sede de Koch Industries, la segunda compañía más grande de los Estados Unidos.

## Historia
Es considerado padre fundador de la ciudad William Greiffenstein, también conocido como Dutch Bill. De origen alemán, Dutch Bill vendió parcelas para la construcción de edificios a partir del año de 1870, creando lo que sería el centro histórico de la ciudad.
En los años 2006 y 2007 tres películas independientes se rodaron en Wichita por una compañía de producción de películas formada por varios universitarios de Wichita, Kansas y del estado de Oklahoma.

## Clima
| Parámetros climáticos promedio de Wichita, Kansas (normales 1991–2020, extremos 1888–presente) | Parámetros climáticos promedio de Wichita, Kansas (normales 1991–2020, extremos 1888–presente) | Parámetros climáticos promedio de Wichita, Kansas (normales 1991–2020, extremos 1888–presente) | Parámetros climáticos promedio de Wichita, Kansas (normales 1991–2020, extremos 1888–presente) | Parámetros climáticos promedio de Wichita, Kansas (normales 1991–2020, extremos 1888–presente) | Parámetros climáticos promedio de Wichita, Kansas (normales 1991–2020, extremos 1888–presente) | Parámetros climáticos promedio de Wichita, Kansas (normales 1991–2020, extremos 1888–presente) | Parámetros climáticos promedio de Wichita, Kansas (normales 1991–2020, extremos 1888–presente) | Parámetros climáticos promedio de Wichita, Kansas (normales 1991–2020, extremos 1888–presente) | Parámetros climáticos promedio de Wichita, Kansas (normales 1991–2020, extremos 1888–presente) | Parámetros climáticos promedio de Wichita, Kansas (normales 1991–2020, extremos 1888–presente) | Parámetros climáticos promedio de Wichita, Kansas (normales 1991–2020, extremos 1888–presente) | Parámetros climáticos promedio de Wichita, Kansas (normales 1991–2020, extremos 1888–presente) | Parámetros climáticos promedio de Wichita, Kansas (normales 1991–2020, extremos 1888–presente) |
| Mes                                                                                            | Ene.                                                                                           | Feb.                                                                                           | Mar.                                                                                           | Abr.                                                                                           | May.                                                                                           | Jun.                                                                                           | Jul.                                                                                           | Ago.                                                                                           | Sep.                                                                                           | Oct.                                                                                           | Nov.                                                                                           | Dic.                                                                                           | Anual                                                                                          |
| ---------------------------------------------------------------------------------------------- | ---------------------------------------------------------------------------------------------- | ---------------------------------------------------------------------------------------------- | ---------------------------------------------------------------------------------------------- | ---------------------------------------------------------------------------------------------- | ---------------------------------------------------------------------------------------------- | ---------------------------------------------------------------------------------------------- | ---------------------------------------------------------------------------------------------- | ---------------------------------------------------------------------------------------------- | ---------------------------------------------------------------------------------------------- | ---------------------------------------------------------------------------------------------- | ---------------------------------------------------------------------------------------------- | ---------------------------------------------------------------------------------------------- | ---------------------------------------------------------------------------------------------- |
| Temp. máx. abs. (°C)                                                                           | 23.9                                                                                           | 30.6                                                                                           | 33.3                                                                                           | 36.7                                                                                           | 38.9                                                                                           | 43.3                                                                                           | 45                                                                                             | 45.6                                                                                           | 42.2                                                                                           | 36.1                                                                                           | 30                                                                                             | 28.3                                                                                           | 45.6                                                                                           |
| Temp. máx. media (°C)                                                                          | 6.6                                                                                            | 9.4                                                                                            | 15.1                                                                                           | 20.2                                                                                           | 25.3                                                                                           | 31.1                                                                                           | 33.7                                                                                           | 32.8                                                                                           | 28.5                                                                                           | 21.6                                                                                           | 13.9                                                                                           | 7.7                                                                                            | 20.4                                                                                           |
| Temp. media (°C)                                                                               | 0.7                                                                                            | 3.1                                                                                            | 8.6                                                                                            | 13.6                                                                                           | 19.3                                                                                           | 24.9                                                                                           | 27.5                                                                                           | 26.6                                                                                           | 22.1                                                                                           | 15                                                                                             | 7.7                                                                                            | 2                                                                                              | 14.3                                                                                           |
| Temp. mín. media (°C)                                                                          | -5.3                                                                                           | -3.2                                                                                           | 2.1                                                                                            | 7.1                                                                                            | 13.3                                                                                           | 18.8                                                                                           | 21.3                                                                                           | 20.4                                                                                           | 15.6                                                                                           | 8.4                                                                                            | 1.5                                                                                            | -3.7                                                                                           | 8.1                                                                                            |
| Temp. mín. abs. (°C)                                                                           | -26.1                                                                                          | -30                                                                                            | -19.4                                                                                          | -9.4                                                                                           | -2.8                                                                                           | 6.1                                                                                            | 10.6                                                                                           | 7.2                                                                                            | -0.6                                                                                           | -10                                                                                            | -17.2                                                                                          | -26.7                                                                                          | -30                                                                                            |
| Precipitación total (mm)                                                                       | 21.6                                                                                           | 30.5                                                                                           | 58.4                                                                                           | 78.7                                                                                           | 131.3                                                                                          | 125.2                                                                                          | 101.1                                                                                          | 109.2                                                                                          | 77.5                                                                                           | 72.4                                                                                           | 34.5                                                                                           | 31                                                                                             | 871.5                                                                                          |
| Nevadas (cm)                                                                                   | 6.9                                                                                            | 9.1                                                                                            | 5.3                                                                                            | 0.5                                                                                            | 0                                                                                              | 0                                                                                              | 0                                                                                              | 0                                                                                              | 0                                                                                              | 0.5                                                                                            | 2                                                                                              | 7.9                                                                                            | 32.3                                                                                           |
| Días de precipitaciones (≥ 0.2 mm)                                                             | 4.8                                                                                            | 5.3                                                                                            | 7.4                                                                                            | 8.3                                                                                            | 11.3                                                                                           | 9.5                                                                                            | 8.3                                                                                            | 8.2                                                                                            | 6.9                                                                                            | 6.6                                                                                            | 5.1                                                                                            | 5.4                                                                                            | 87.1                                                                                           |
| Días de nevadas (≥ 0.2 cm)                                                                     | 2.7                                                                                            | 2.2                                                                                            | 1.0                                                                                            | 0.3                                                                                            | 0.0                                                                                            | 0.0                                                                                            | 0.0                                                                                            | 0.0                                                                                            | 0.0                                                                                            | 0.2                                                                                            | 0.6                                                                                            | 2.2                                                                                            | 9.2                                                                                            |
| Horas de sol                                                                                   | 190.9                                                                                          | 186.4                                                                                          | 230.4                                                                                          | 257.8                                                                                          | 289.8                                                                                          | 305.0                                                                                          | 342.1                                                                                          | 309.2                                                                                          | 245.6                                                                                          | 226.3                                                                                          | 170.2                                                                                          | 168.7                                                                                          | 2922.4                                                                                         |
| Humedad relativa (%)                                                                           | 69.9                                                                                           | 68.3                                                                                           | 63.8                                                                                           | 62.8                                                                                           | 67.0                                                                                           | 64.3                                                                                           | 58.9                                                                                           | 61.1                                                                                           | 66.8                                                                                           | 65.1                                                                                           | 70.0                                                                                           | 71.7                                                                                           | 65.8                                                                                           |
| Fuente: National Weather Service (humedad y horas de sol 1961–1990);                           |                                                                                                |                                                                                                |                                                                                                |                                                                                                |                                                                                                |                                                                                                |                                                                                                |                                                                                                |                                                                                                |                                                                                                |                                                                                                |                                                                                                |                                                                                                |

## Galería

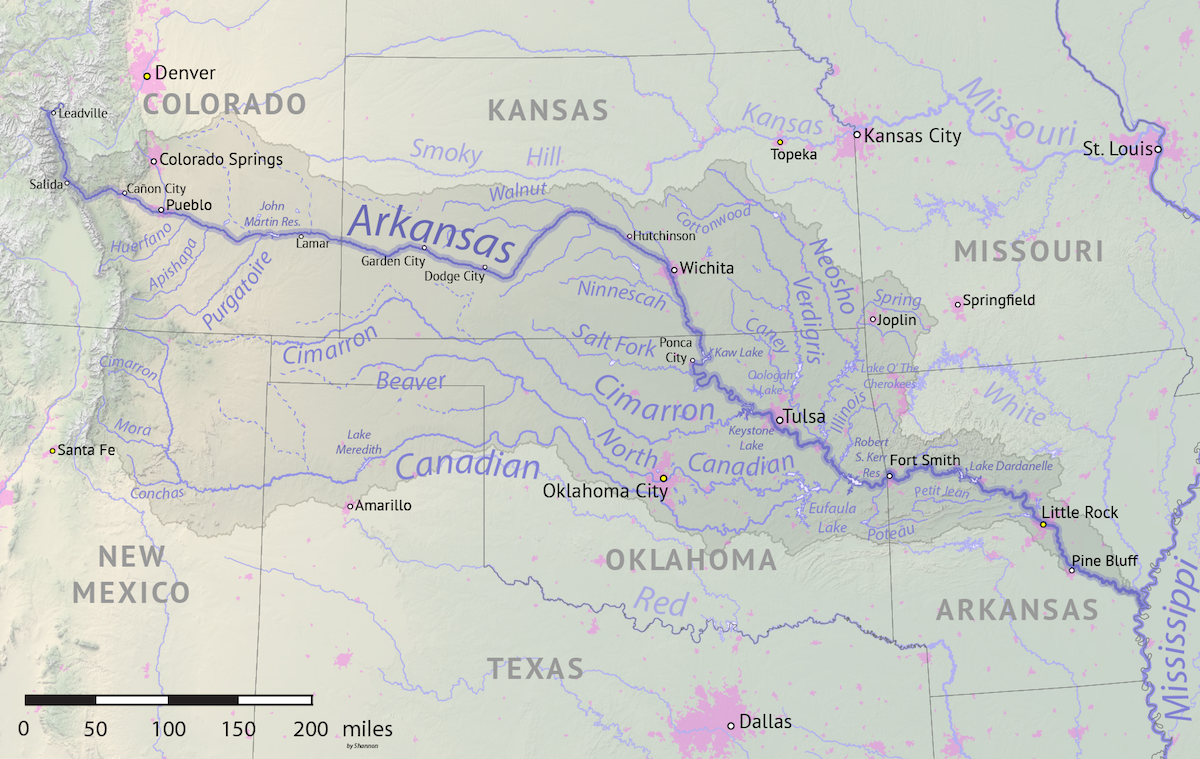
Wichita en un mapa del río Arkansas
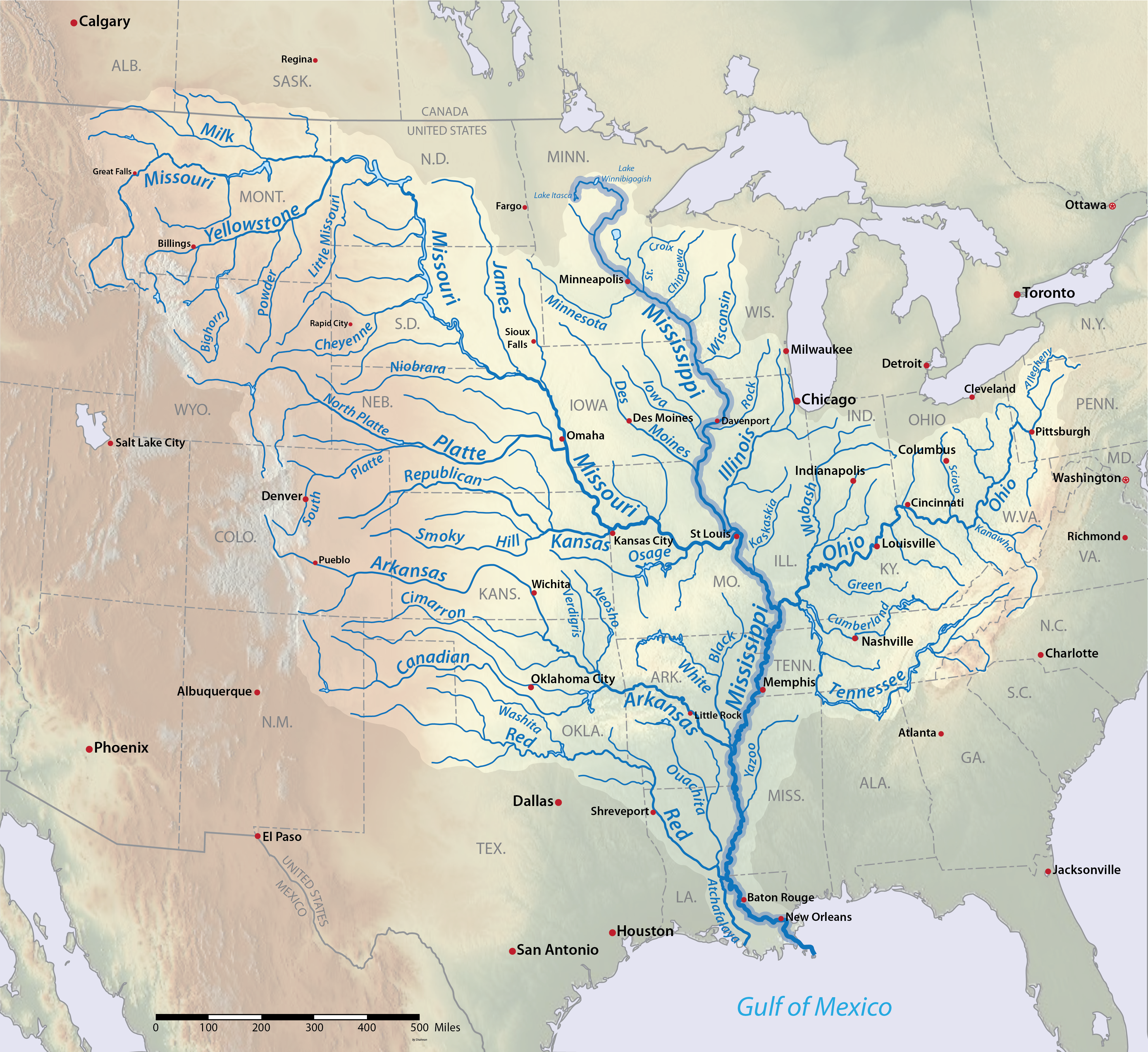
Wichita en un mapa de la cuenca del Misisipi
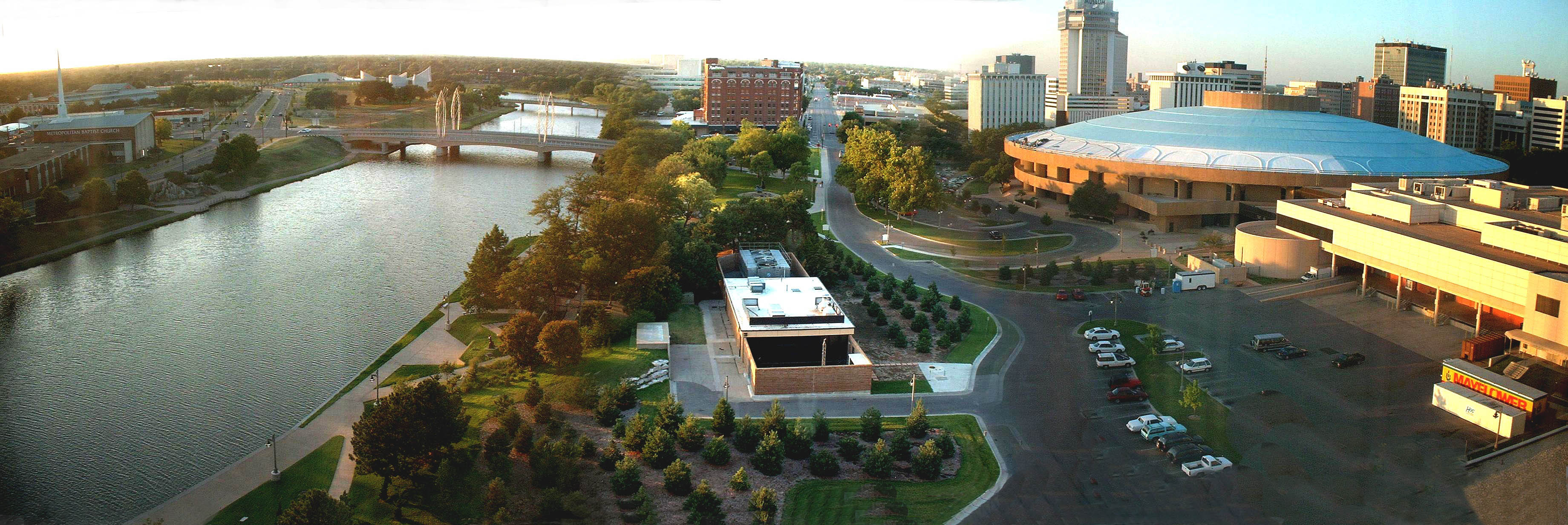
El Century II Convention Center, Wichita

## Educación
Wichita Public Schools (Escuelas Públicas de Wichita) gestiona las escuelas públicas de la ciudad.